# Diecezja Kitui
Diecezja Kitui – diecezja rzymskokatolicka z siedzibą w Kitui w Kenii. Powstała w 1956 jako prefektura apostolska. Diecezja od 1963.

## Ordynariusze
- Prefekci apostolscy
  - Bp William Dunne, S.P.S. (1956– 1963)
- Biskupi
  - Bp William Dunne, S.P.S. (1963 – 1995)
  - Bp Boniface Lele (2 listopada 1995 – 1 kwietnia 2005, następnie abp Mombasy)
  - Bp Anthony Muheria, od 28 czerwca 2008 do 2017
  - Bp Joseph Mwongela, od 17 marca 2020